# Patricia Escobar
Patricia Escobar de Arzu, (sinh ngày 03 tháng 10 năm 1953) còn được gọi là Patricia de Arzu, là một Salvador - Guatemala doanh nhân và chính trị gia. Bà là góa phụ của cựu Tổng thống Guatemala và thị trưởng thành phố Guatemala Álvaro Arzú Irigoyen, từng là Đệ nhất phu nhân Guatemala từ ngày 14 tháng 1 năm 1996 đến ngày 14 tháng 1 năm 2000 và là Đệ nhất phu nhân của thành phố Guatemala từ năm 1991 đến 1996, và một lần nữa từ 2004 cho đến khi ông qua đời vào năm 2018. Bà là một ứng cử viên tổng thống không thành công trong cuộc bầu cử năm 2011 cho Đảng Liên minh.

## Tiểu sử
Patricia Escobar de Arzú, sinh ngày 3 tháng 10 năm 1953 tại thành phố San Salvador. Bà kết hôn với cựu tổng thống Guatemala Álvaro Arzú Irigoyen, người mà bà có bốn đứa con: María Andrée, Roberto Manuel, Alvaro và Isabel. Bà có 11 đứa cháu. Bà tốt nghiệp làm thư ký tại San Salvador, và học quản trị kinh doanh tại Trường Cộng đồng Broward ở Florida, Hoa Kỳ và triết học tại Đại học Rafael Landívar ở Guatemala. Mối quan tâm của bà trong việc cải thiện các điều kiện cho những người dễ bị tổn thương nhất trong xã hội Guatemala đã khiến bà trở thành một nữ doanh nhân nổi tiếng nhất ở Guatemala. Năm 1987, bà là người sáng lập và điều phối viên của Ban Thư ký các vấn đề xã hội của đô thị Guatemala, cho phép bà tạo ra ba khu vườn trẻ em tiếp tục cung cấp dịch vụ của họ sau 20 năm.
Tổng Bí thư của cựu Chủ tịch Đảng Liên minh và thị trưởng đô thị hiện tại của Thành phố Guatemala Álvaro Arzú Irigoyen.
Arzú chạy đua với tư cách ứng cử viên tổng thống trong cuộc bầu cử năm 2011. Bà đứng thứ 8 trong số 10 ứng cử viên, với tổng số 97.277 phiếu bầu chiếm 2,19% tổng số phiếu.